# 小行星20331
小行星20331（20331 Bijemarks）是一颗绕太阳运转的小行星，为主小行星带小行星。该小行星于1998年4月20日发现。

## 轨道参数
小行星20331的轨道半长轴为2.7565365 UA，离心率为0.038。